# Бронзова медаль Національного центру наукових досліджень
Бро́нзова меда́ль Націона́льного це́нтру науко́вих дослі́джень (фр. La Médaille de bronze du CNRS) — щорічна премія Національного центру наукових досліджень (CNRS) Франції. Її присуджують від 1954 року вченим (до 40 осіб щороку) за першу плідну роботу вченого.

## Деякі лауреати
- 1978:  Жан-П'єр Соваж, Мішель Талагран
- 1980: Анні Казнав
- 1984: Деніз Пюман, Жан-Крістоф Йокко
- 1985: Френсіс Бонахон
- 1988: Клер Вуазен, Ремі Браг
- 1991: Едуар Бар
- 1995: Лоїк Мерель, Філіп Агьон
- 1998: Сандра Лаворель, Лоран Лаффорг
- 2000: Жизель Сапіро
- 2001: Тома Пікетті
- 2005: Естер Дюфло
- 2006: Артур Авіла, Джулія Кемпе